# Kaachi
Kaachi fue un grupo femenino británico formado por la empresa FrontRow Records. Originalmente estaba compuesto de 4 miembros: Nicole, Dani, Coco y Chunseo. Sin embargo, Dani abandonó el grupo el 23 de julio de 2021 debido a un desacuerdo con su empresa y el 2 de septiembre del 2022 Coco saldría del Grupo para seguir su carrera como solista. El grupo debutó el 15 de abril de 2020, con el sencillo «Your Turn», y se disolvió el 28 de febrero de 2023.Pero en 2023 volvieron como ATTI con su canción predebut «Blue» y su canción «Regeneration».

## Historia

### Predebut
La revelación sobre el primer grupo europeo de pop se dio a conocer en enero de 2020. El 28 de marzo de 2020, FrontRow Records dio a conocer a través de las redes sociales a las primeras integrantes del grupo, que son Chunseo, Dani y Nicole. También estuvo KG, sin embargo, abandonó la empresa sin dar ninguna razón. Fue reemplazada por Miso, sin embargo, ella abandonó la empresa por motivos personales. Finalmente, Miso fue reemplazada por Coco, quedando así como la cuarta integrante del grupo de manera oficial.

### 2020-21/22: Debut y la salida de Dani y Coco
El 11 de abril, FrontRow Records reveló que la canción debut de Kaachi llevaría por nombre «Your Turn». El sencillo se lanzó el 15 de abril. Cinco días después, la agencia publicó un teaser del videoclip del sencillo. El vídeo musical de la canción se publicó el 29 de abril a través del canal de YouTube del grupo. La canción es una mezcla de elementos de K-pop y hip hop. El 22 de septiembre, la empresa anunció que Kaachi haría su primer regreso en el mes de noviembre, con la canción «Photo Magic». El 5 de noviembre, se lanzó la canción con su videoclip.
El 1 de enero de 2021, Kaachi se presentó en el Desfile de Año Nuevo en Londres. El grupo publicó las versiones en español de sus dos canciones previamente lanzadas. El 23 de julio del 2021 dani anunció su salida del grupo por el término de su contrato y un desacuerdo con la empresa. El 19 de agosto, el grupo lanzó su tercer sencillo «The One Thing», y el primero desde la salida de Dani del grupo. El grupo se presentó en el festival New Beginnings with K-Pop Superfest de Joy Ruckus Club.
el 2 de septiembre del 2022 FrontRow Records anunció que Coco saldría del Grupo por el término de su contrato y para comenzar su carrera como solista

### 2023: Disolución
El 28 de febrero de 2023, la empresa FrontRow Records anunció la disolución de KAACHI debido a la terminación del contrato de Nicole y Chunseo (Miembros del grupo), dejándoles una noticia inesperada a UNI-K. A pesar de la disolución, las miembros Nicole, Coco y Chunseo decidieron seguir trabajando juntas. Finalmente formaron su propio grupo independiente de tres miembros, ATTI, que revelaron oficialmente en marzo de 2023.

## Controversias

### Debut
El debut de Kaachi generó una gran controversia debido a que muchos fanes criticaron la nacionalidad de las integrantes del grupo a través de las redes sociales. Otros cibernautas también dijeron que el grupo estaba bajo el control de Oli London. Sin embargo, FrontRow Records desmintió que el grupo estuviera vinculado a esa persona. Otros decían que el grupo era una copia de Itzy, debido a unas similitudes que se pueden encontrar entre los vídeos musicales de ambos grupos, incluyendo sus dance practice. El día del debut de Kaachi, la mánager, Monica Lee, publicó un vídeo a través de YouTube en donde aclaraba los rumores sobre el grupo.

## Exmiembros
- Nicole (니콜)
- Chunseo (춘서)
- Coco (코코)
- Dani (다니)

## Discografía

### Sencillos
| Título                                                                                 | Año  | Mejor posición | Álbum     |
| Título                                                                                 | Año  | COR            | Álbum     |
| -------------------------------------------------------------------------------------- | ---- | -------------- | --------- |
| «Your Turn»                                                                            | 2020 | —              | Sin álbum |
| «Photo Magic»                                                                          | 2020 | —              | Sin álbum |
| «The One Thing»                                                                        | 2021 | —              | Sin álbum |
| «Extra Special»                                                                        | 2021 | —              | Sin álbum |
| «Get Up»                                                                               | 2021 | —              | Sin álbum |
| «–» indica que el lanzamiento no se posicionó en la lista o no se lanzó en esa región. |      |                |           |